# 五级村
五级村，是中国山西省五台县东冶镇的下辖村。村内有人口2900余人，耕地3600余亩。村南有滹沱河流经。
每年农历五月初八，五级村举行庙会，村民共同庆祝。

## 建筑
五级福田寺，建于1801年，占地1191平方米。

## 著名人物
赵丕廉，中华民国教育家。